# Leporinus elongatus
Leporinus elongatus és una espècie de peix de la família dels anostòmids i de l'ordre dels caraciformes.

## Morfologia
- Els mascles poden assolir 39,8 cm de llargària total.[4]

## Hàbitat
Viu en zones de clima subtropical.

## Distribució geogràfica
Es troba a Sud-amèrica: conques dels rius Paranà, de La Plata i São Francisco.